# 共匪
共匪（きょうひ）とは、中華民国時代の中国において、中国共産党の指導のもとに反政府的に活動したゲリラのことである。匪賊のうち共産主義を掲げる集団とされ、共産匪、赤匪、毛赤匪、中共匪とも呼ばれた。
なお、共産主義者からは、民衆の支持無しにゲリラ戦を行う者は、極左冒険主義者と呼ばれる。例えば、間島共産党暴動や八一吉敦暴動を起こした共匪である朝鮮共産党員を、金日成は極左冒険主義者と呼んで蔑んでいる。

## 概要
共匪は共産主義を謳う匪賊で、中華民国、満洲国、大韓民国などに存在し、政府によって討伐対象とされた。共産匪賊は、ソ連共産党政治局（ポリトビューロ）の実質的な支配下にあるコミンテルン（第三インター）、プロフィンテルン（赤色労働組合インター）及びプロフィンテルン下部組織の太平洋労働組合書記局から資金、革命手法及び連絡手法を提供してもらい、細胞組織を設立してプロパガンダを流したりストライキや暴動を起こし、ロシア内戦を再現することによって、最終的にソビエト地方政府の樹立を目指していた。これらの組織には、スターリン支持者とトロツキー支持者とが居たが、トロツキー支持者は時世を顧みず極左冒険主義者だったとされる。極東における共産主義者（共匪を含む）の連絡役は太平洋労働組合書記局の書記員イレール・ヌーランであったが、1931年に上海で逮捕されている（ヌーラン事件）。
共匪のなかには権力を掌握することに成功するものもあり、中華ソビエト共和国、朝鮮民主主義人民共和国、中華人民共和国などを建国している。また、韓国では反共を掲げる李承晩大統領によって共匪や協力者それに類するものと見做されたものは徹底的に殲滅され、その過程で聞慶虐殺事件、保導連盟事件、高陽衿井窟民間人虐殺（en）、居昌良民虐殺事件、山清・咸陽良民虐殺事件（en）などの事件が引き起こされている。

## 歴史
国民党の北伐以来、共産党が農民を扇動し、「有土必豪無紳不劣（土地を有するは必ず横暴で、紳の劣らぬこと無し）」などと唱え、農民が地主から土地を奪おうとしたため、農民は地主から解雇され、後に共匪となる。
共產黨…提倡階級鬥爭，欺騙農工、偽造民意，殺戮無辜、搶奪財產，毀棄禮教、
仇視尊親，誘惑青年學子，造成赤色恐怖，流毒所及，財產無分多寡，人格不論賢愚，有土皆豪、
無紳不劣，凡我真正農工以及武裝同志，莫不毀破室家，被其賊害。 
（日本語訳）共産党…階級闘争を提唱し、農工を欺騙し、民意を偽造し、無罪者を殺戮し、財産を強奪し、礼教を毀棄し、
親族を仇視し、青年学子を誘惑し、赤色恐怖を引き起こし、害毒を流すは、財産多寡に分けること無く、人格賢愚を論じず、「土地を有するは皆横暴で、紳の劣らぬこと無し」に及ぶ。凡（おおよ）その我が真正農工ならび武裝同志は、室家を破り毀されぬものなく、その賊害を被っている。 —国民党「農政視察団」の報告
自分は此の度軍に従ひ某地を出発し、共匪討伐に赴いた。共匪の難を蒙つた地方の惨状を目撃して、自分は一個の感想を抱いた。共産党は農工革命を標榜してゐるけれども、その実は却つて農工を欺騙して居る。この地方一帯は本当の農民と労働者は凡て共匪に殺され尽して居る。共産党の暴動に従ふ者は凡て流民や悪漢であつて、本当の農民労働者は逃亡するか、若しくは殺害されて居る。この地方一帯の田地には耕作する者が無い。この情態は実に残酷を極めて居る。共産党は本来露西亜の走狗である。露西亜に於てすら適当ならざる共産主義を堅く執つて支那に持つて来て実行せんとして居る。誠に遺憾至極のことである。玆に於て自分は共産党員が国を害し民を害する分子であることを悟り得た。我等はまさに同心協力して共産党を滅ぼさねばならぬ。これが自分の感想である。貴君はどんなに考えるか—国民党訓練総監部『共産党を論ず』 (赤松克麿『新しい野蛮主義』より)
記者は次に匪軍は石城に学校を設けたと尋ねると次の如く答へた『レーニン小学校を数ヶ所に設けたが生徒は極めて少かったので県教育部は人を派して戸別的に尋ねて廻り一人の児童を見れば家長から叱られたかどうか、何故レーニン小学へ入って勉強しないのかを訊ね、若し児童が家長から叱られたとか或は父母が入学を許さないと答へれば直ちにその父母を逮捕し所謂『反革命罪』を以て処断した。かくて児童が愈々入学すると必ず又強制して児童団に加入せしめ毎日共産主義の教育を施しその幼稚、無邪気な頭脳を麻酔せしめた』—石城通信 (外務省情報局『中国共産党一九三四年史』 P.682-683 より)